# Mina Clavero

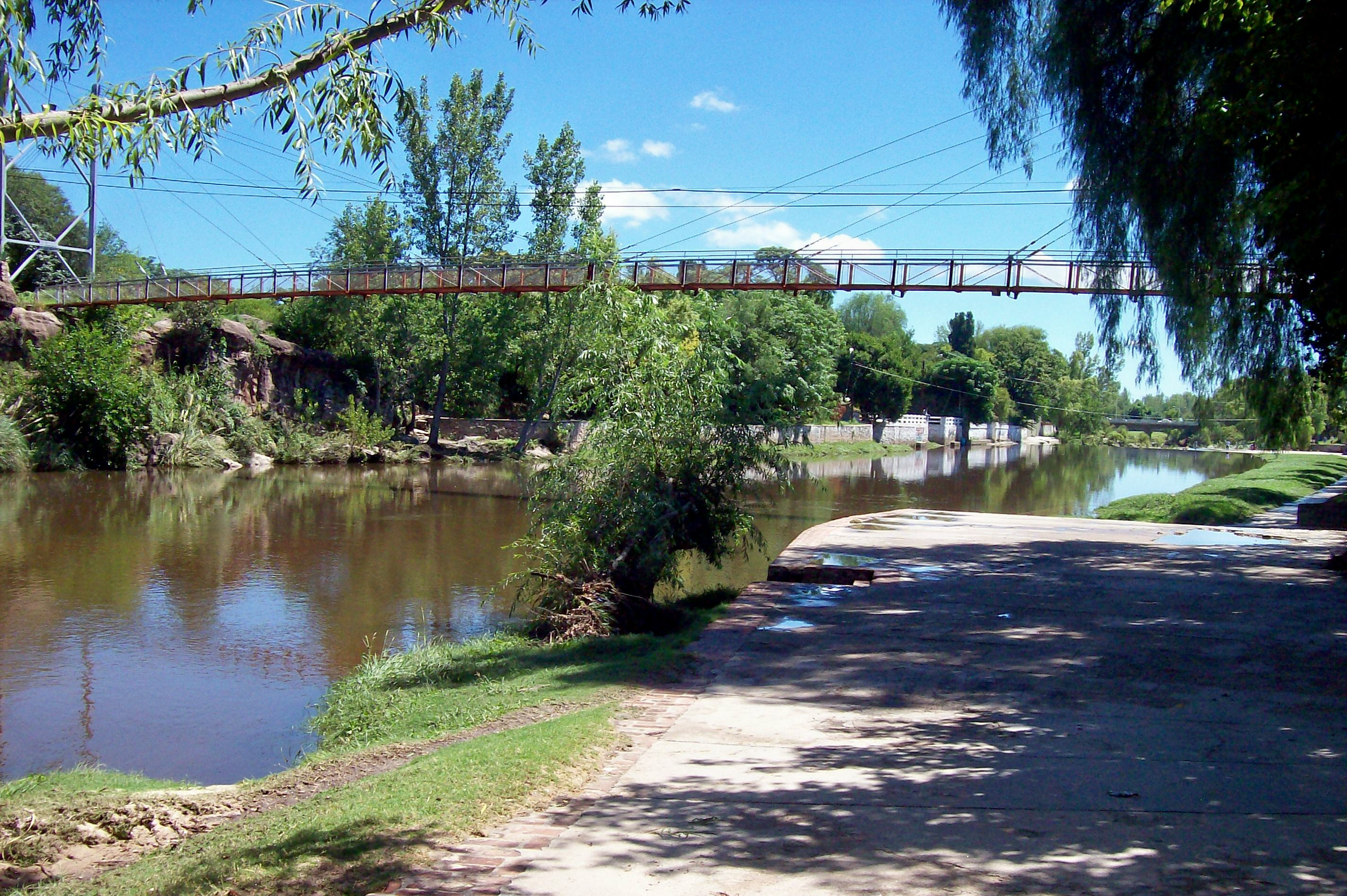
Rio Mina Clavero

Mina Clavero é um município da província de Córdova, na Argentina.